# Eliphas Lévi
Alphonse Louis Constant, noto anche con lo pseudonimo di Éliphas Lévi (Parigi, 8 febbraio 1810 – Parigi, 31 maggio 1875), è stato un esoterista francese.
Fu il più famoso occultista e studioso di esoterismo dell'Ottocento.

## Biografia

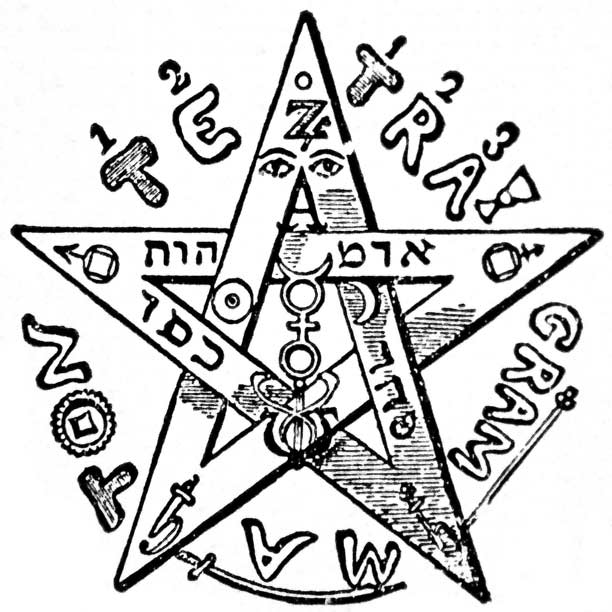
Il pentagramma tetragrammato di Lévi, che simboleggia il microcosmo, o l'essere umano

Constant nacque a Parigi nel quartiere di Saint-Germain-des-Prés, figlio del calzolaio Jean-Joseph Constant e di Jeanne-Agnès. Da bambino frequentò una scuola per ragazzi poveri gestita dall'abate Huault Malmaison che ritenendo avesse la vocazione per diventare un sacerdote lo indirizzò al seminario giovanile di Saint-Nicholas du Chardonnet, dove imparò il latino, il greco e l'ebraico.
Nel 1830 entrò nel seminario di Saint Sulpice che frequentò per due anni, venne ordinato suddiacono nel 1833 e diacono nel dicembre 1835. Avrebbe dovuto essere ordinato prete nel maggio 1836, ma confessò di essere innamorato di una delle giovani allieve della sua classe di catechismo e il suo consigliere spirituale decise che non avrebbe potuto diventare prete fino a che non avesse risolto la situazione.
Al tempo stesso intrattenne rapporti con adepti della Massoneria francese e con esponenti dei più diversi rami dell'occultismo e dell'esoterismo. Le personalità che contribuirono maggiormente alla formazione del suo pensiero furono il napoletano don Antonio Marino, abate di San Giovanni a Carbonara e suo futuro iniziatore; Alphonse Esquiros, studioso delle teorie sul magnetismo animale; l'abate José Custodio de Faria, un missionario dedito allo studio dei riti magico-religiosi orientali; lo studioso di numerologia e alchimia Louis Lucas e soprattutto Höene Wronski, che lo iniziò ai misteri della cabbala e nel 1853 gli impose il nome magico di Eliphas Lévi Zahed, traduzione in ebraico di Alphonse Louis Constant.
Nel 1854 Lévi fece un viaggio in Inghilterra, dove entrò in amicizia con alcuni esoteristi tra i quali, pare, lo scrittore Edward Bulwer-Lytton (1803-1873), che in seguito diventò membro onorario della Societas Rosacrociana in Anglia. Dopo il ritorno in Francia, Lévi pubblicò il suo studio più importante, Dogme et Rituel de la Haute Magie (Parigi 1855-56), un'opera dedicata all'analisi delle più diverse branche dell'esoterismo antico e moderno, che egli definì «Occultismo». Nel corso degli anni con il suo Maestro ed Iniziatore don Antonio Marino, mantenne rapporti epistolari ed occultistici creando un cenacolo napoletano, che raccoglieva esponenti del Martinismo, della Massoneria Egizia e del pensiero esoterico delle Due Sicilie.
Il 21 agosto 1861 è stato iniziato alla massoneria a Parigi, nella loggia "La Rose du Parfait Silence", del Grande Oriente di Francia. Per concezione politica Levi era un socialista di ispirazione libertaria.

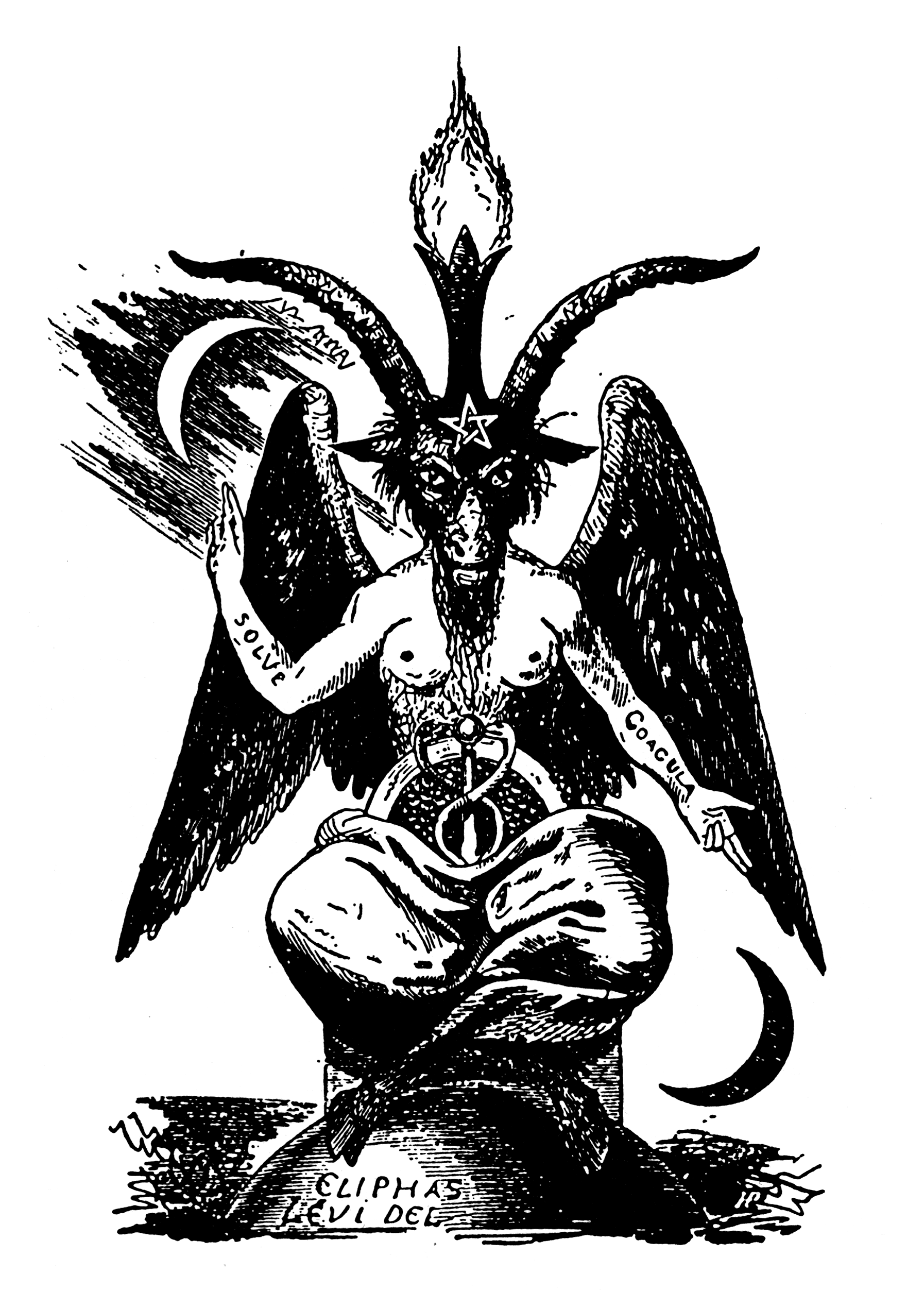
Bafometto rappresentato da Lévi

Lévi stabilì per la prima volta un rapporto preciso fra le 22 lettere dell'alfabeto ebraico e i 22 Trionfi dei Tarocchi, da lui definiti "Arcani maggiori", indicando in queste figure la chiave per la comprensione di tutti gli antichi dogmi religiosi.
Dopo quest'opera capitale, Lévi pubblicò numerosi altri volumi dedicati alle tradizioni magiche e diventò il punto di riferimento principale per gli studiosi di esoterismo, non soltanto in Francia.

## Opere
- Dogme et rituel de la Haute Magie, 1855-56 (trad. it. in 2 voll. Il Dogma dell'Alta Magia e Il rituale dell'Alta Magia, Atanor, rist. 1991)
- Histoire de la Magie, 1860 (trad. it. Storia della Magia, Atanor, rist. 1989; Edizioni Mediterranee, Roma 2003)
- La Clèf des Grands Mystères, 1861 (trad. it. La chiave dei grandi Misteri, Atanor, rist. 1990)
- Le sorcier de Meudon, 1861, romanzo
- Fables et Symboles, 1861
- I sette paradossi magici (Edizioni Mediterranee, Roma 2020)

## Pubblicazioni postume
- La Science des Esprits, 1894
- Clefs majeures et Clavicules de Salomon, 1895 (trad. it. Chiavi maggiori e Clavicole di Salomone, Atanor, rist. 1992; anche Edizioni Il Basilisco)
- Le Catechisme de la Paix, 1896
- Le Grand Arcane, 1898 (trad.it. Il grande Arcano, Atanor, rist. 1992)
- Le Livre des Sages (trad. it. Il Libro degli Splendori, Atanor, rist. 1993)
- Les Mystères de la Kabbale, 1921 (trad. it. I Misteri della Cabala, Atanor, 1990)
- Paradoxes de la Science Supreme, 1925 (trad. it. Paradossi della Scienza Suprema, Atanor, 1994)
- Correspondance d'Eliphas Lévi avec le Baron Spedalieri, 1930
- The magical ritual of Sanctum Regnum, Londra, 1896 (trad. it. Il Rituale magico del Sanctum Regnum, Atanor, 1974)[5]